# Hieronim Neumann
Hieronim Neumann (ur. 1948 w Poznaniu) – polski reżyser, scenarzysta, autor oprawy plastycznej filmów animowanych i pedagog. Jest czołowym przedstawicielem nurtu eksperymentalnego w polskim filmie animowanym.

## Praca naukowa
Ukończył Państwową Wyższą Szkołę Sztuk Plastycznych w Poznaniu. Po ukończeniu studiów został asystentem Zbigniewa Rybczyńskiego.
Jest profesorem sztuk plastycznych i kierownikiem Pracowni Animacji II w Katedrze Animacji na Wydziale Komunikacji Multimedialnej Uniwersytetu Artystycznego w Poznaniu oraz Pracowni Filmu Animowanego w Katedrze Multimediów na Wydziale Grafiki Akademii Sztuk Pięknych w Warszawie.

## Charakterystyka dorobku
Współpracował ze Studio filmowe Se-Ma-For w Łodzi m.in. przy wielokrotnie nagradzanym filmie „Zdarzenie” oraz filmie „Oj nie mogę się zatrzymać” Z. Rybczyńskiego.
Współpracował także z Telewizyjnym Studiem Filmów Animowanych w Poznaniu m.in. przy realizacji animacji „O zabawkach dla dzieci”, stanowiącej element animowanego cyklu filmowego Czternaście bajek z Królestwa Lailonii Leszka Kołakowskiego, będącego ekranizacją 13 bajek z królestwa Lailonii dla dużych i małych Leszka Kołakowskiego oraz animacji komputerowej „Magritte”, stanowiącej fragment cyklu filmów animowanych „Impresje”, inspirowanych dziełami malarskimi.
Jest jednym z bohaterów książki Jerzego Armaty Anima. Mistrzowie polskiej animacji (wyd. EGoFILM, Warszawa 2025).

## Filmografia

### Film animowany
- 2008 – Chick Opieka artystyczna
- 2007 – Alter ego Opieka artystyczna
- 2005 – Zoopraxiscope Reżyseria, Scenariusz
- 2001 – Remote control Reżyseria
- 1997 – Zwierzaki-cudaki Reżyseria, Scenariusz
- 1997 – Pocztylion Reżyseria, Scenariusz
- 1997 – Cudaki – zwierzaki Reżyseria, Scenariusz
- 1996 – Preludia Realizacja, Scenariusz, Opracowanie plastyczne
- 1993 – Marzenie Realizacja, Scenariusz, Opracowanie plastyczne, Animacja
- 1993 – Lot trzmiela z opery „Bajka o carze Sałtanie Reżyseria, Scenariusz, Scenografia, Animacja
- 1992 – V Sonata C-dur kv-13 Realizacja, Animacja
- 1989 – Symfonia dziecięca Reżyseria, Scenariusz, Opracowanie plastyczne, Animacja
- 1987 – Zdarzenie Realizacja, Scenariusz
- 1987 – Ptaszor Realizacja, Scenariusz, Opracowanie plastyczne, Animacja
- 1985 – Galapagos Reżyseria, Scenariusz, Opracowanie plastyczne, Animacja
- 1984 – Katar Reżyseria, Scenariusz, Opracowanie plastyczne, Animacja
- 1982 – Figa Reżyseria, Scenariusz, Projekty plastyczne
- 1982 – Blok Reżyseria, Scenariusz
- 1979 – 5/4 Realizacja, Scenariusz, Scenografia
- 1976 – Wyliczanka Realizacja, Scenariusz
- 1975 – Oj! Nie mogę się zatrzymać! Współpraca reżyserska

### Cykl filmowy animowany
- 1999 – O zabawkach dla dzieci w Czternaście bajek z Królestwa Lailonii Leszka Kołakowskiego Opracowanie plastyczne, Reżyseria
- 1995 – Magritte w Impresje Realizacja, Scenariusz
- 1985 – Magik w Cyrk Animacja, Opracowanie plastyczne, Reżyseria, Scenariusz

### Serial animowany
- 2005 – Krawiec Niteczka w Baśnie i bajki polskie Dialogi, Opracowanie plastyczne, Scenariusz

## Nagrody filmowe
- 2005 – Zoopraxiscope Kraków (Ogólnopolski Festiwal Autorskich Filmów Animowanych) Wyróżnienie
- 2002 – Remote control Kraków (Ogólnopolski Konkurs Autorskiego Filmu Animowanego) Wyróżnienie za najlepszy eksperyment
- 1999 – O zabawkach dla dzieci w Czternaście bajek z Królestwa Lailonii Leszka Kołakowskiego Poznań (FF dla Dzieci) Nagroda Jury Dziecięcego „Marcin” nagroda dla najlepszego filmu przyznana przez Krajowe Jury Dziecięce na XVII Międzynarodowym Festiwalu Filmów dla Dzieci „Ale Kino!"
- 1994 – Lot trzmiela z opery „Bajka o carze Sałtanie Poznań (FF dla Dzieci) „Srebrne Koziołki"
- 1994 – Lot trzmiela z opery „Bajka o carze Sałtanie Błagojewgrad (MF „Złota Antena”) Nagroda Specjalna w kategorii programów muzycznych i rozrywkowych oraz teledysków dla dzieci
- 1989 – Zdarzenie Lozanna (MFF o Architekturze) Nagroda Prasy za najlepszy film animowany
- 1989 – Zdarzenie Bielsko-Biała (Biennale FA „Fazy”) Nagroda Główna (ex aequo)
- 1988 – Zdarzenie Oberhausen (MFFK) Wyróżnienie Jury Ewangelickiego
- 1988 – Zdarzenie Oberhausen (MFFK) Nagroda Główna
- 1988 – Ptaszor Nagroda Stowarzyszenia Filmowców Polskich za animację
- 1988 – Zdarzenie Kraków (Krakowski FF – Konkurs Krajowy; do roku 2000 Ogólnopolski FFK) Nagroda za oprawę plastyczną
- 1987 – Zdarzenie Nagroda Szefa Kinematografii w dziedzinie filmu animowanego za zdjęcia
- 1983 – Blok Oberhausen (MFFK) Nagroda Klubów Filmowych FICC
- 1983 – Figa Kraków (Ogólnopolski Konkurs Autorskiego Filmu Animowanego) Wyróżnienie
- 1982 – Blok Huesca (MFFK) II Nagroda w kategorii filmów fabularnych
- 1977 – Wyliczanka Kraków (Ogólnopolski Festiwal Filmów Krótkometrażowych) Nagroda „Gazety Festiwalowej"

## Odznaczenia
- 2008 – Srebrny Medal „Zasłużony Kulturze Gloria Artis”[4]